# HT-18
Escadron d'entraînement d'hélicoptères 18
Le Helicopter Training Squadron 18 (HT-18) ou HELTRARON EIGHTEEN  est un escadron d'entraînement d'hélicoptères du Naval Air Training Command de l'US Navy. Créé en 1972, il est basé actuellement à la Naval Air Station Whiting Field, en Floride. Il est l'un des trois escadrons d'hélicoptères du Training Air Wing Five (TRAWING FIVE).

## Mission
La mission de l'escadron est la formation des pilotes d'hélicoptère pour les étudiants aviateurs navals de l'US Navy, du US Marine Corps et de la garde côtière américaine et pour certains étudiants militaires étrangers, de la formation de base au vol d'hélicoptère. Les étudiants aviateurs de la marine se présentent au HT-18 pour la formation en hélicoptère à la fin de la formation en vol principale menée dans le simulateur de vol du T-6B Texan II. Le HT-18 pilote à la fois le TH-57B Sea Ranger et le TH-57C Sea Ranger. L'unité a la lettre E en code de queue.

## Historique

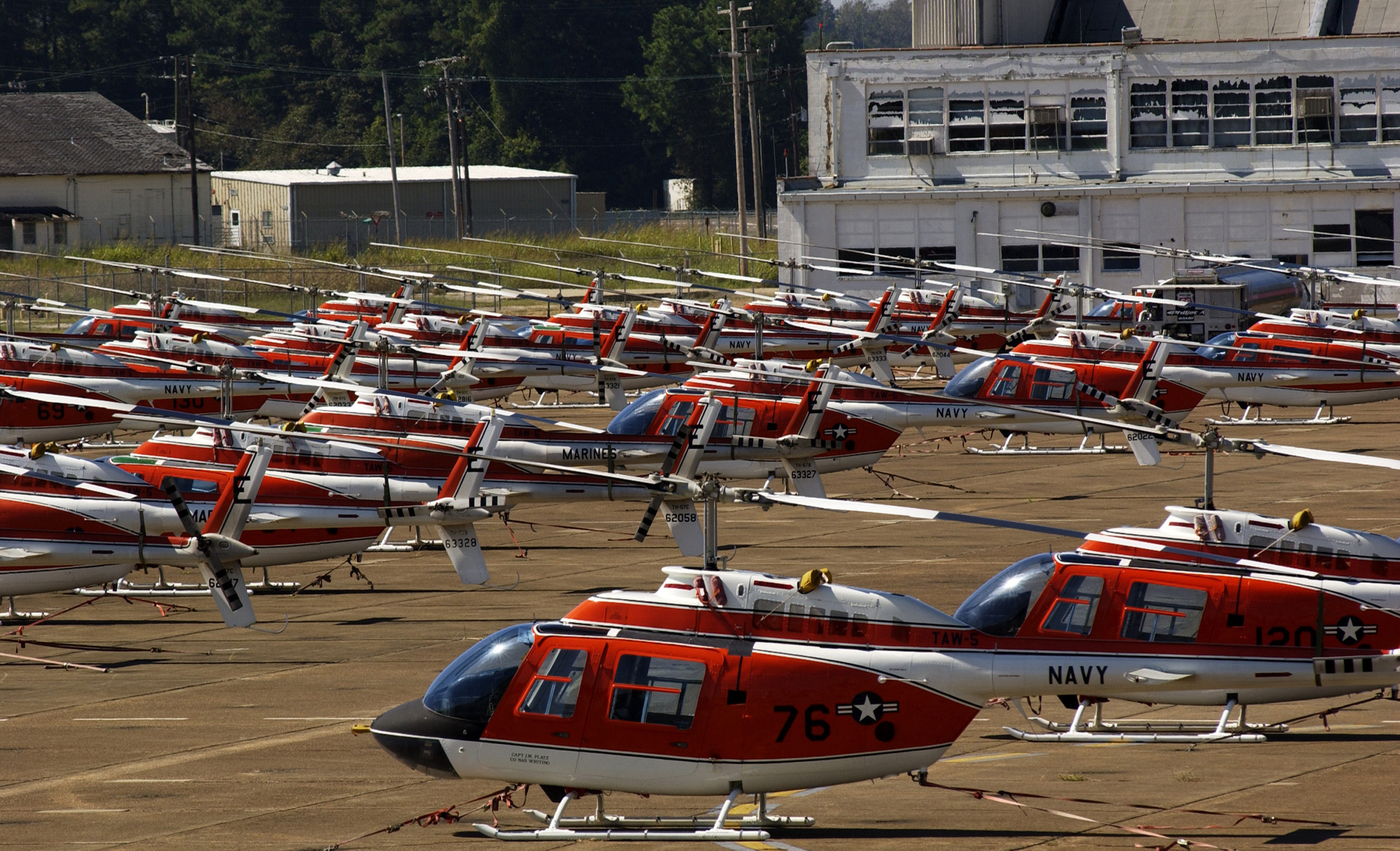
Flotte de TH-57 Sea Ranger du Training Air Wing Five

Le HT-18 a été créé le 1er mars 1972 pour assumer le rôle de formation avancée des pilotes d'hélicoptère de l'escadron d'entraînement d'hélicoptères EIGHT (HT-8) comme escadron d'entraînement primaire. La création du HT-18 était nécessaire pour répondre aux besoins croissants de pilotes formés à l'hélicoptère de la Marine, du Corps des Marines et de la Garde côtière. L'escadron était initialement équipé du TH-1L Iroquois du HT-8. Au début des années 1980, les TH-1L de l'escadron ont été remplacés par une version entièrement instrumentée du populaire Bell 206 Jet Ranger commercial appelé TH-57C Sea Ranger.
Le 7 octobre 1985, HT-8 et HT-18 sont devenus des escadrons "miroirs", les deux escadrons menant une formation allant de la formation de base à la formation avancée utilisant le TH-57A pour les phases de base et le TH-57C pour les phases avancées. À la fin des années 80, le TH-57A avait été remplacé par une version du Bell 206B-3 désignée TH-57B Sea Ranger. Depuis lors, le HT-18 a formé et piloté la Marine, le Corps des Marines, la Garde côtière et certains pilotes militaires étrangers à l'aide du simulateur de vol basique TH-57B et du simulateur de vol avancé TH-57C.